# Mecynotarsus serricornis
Mecynotarsus serricornis – gatunek chrząszcza z rodziny nakwiatkowatych i podrodziny Notoxinae. Psammofil. Zamieszkuje południową i środkową część Europy. W Europie Środkowej bardzo rzadki, umieszczany na regionalnych Czerwonych listach.

## Taksonomia
Gatunek ten został opisany po raz pierwszy w 1796 roku przez Georga W.F. Panzera jako Notoxus serricornis.

## Wygląd
Chrząszcz o stosunkowo smukłym, delikatnie i drobno punktowanym, wskutek srebrnego i przylegającego owłosienia jedwabiście połyskującym ciele długości od 1,5 do 2,2 mm. Krótka głowa ma krótkie skronie, duże, wyłupiaste, kolistego kształtu oczy złożone, cienkie, u szczytu niepogrubione czułki. Ubarwienie głowy jest brunatne z żółtymi głaszczkami. Przedplecze jest żółtobrunatne, kulistawe z przednim brzegiem przedłużonym ponad głowę w zasłaniający jej większą część róg. Kształt owego rogu jest wrzecionowaty ze słabym przewężeniem u nasady; jego boki mają po 5 lub 6 dużych ząbków, a na jego powierzchni występuje kilka nieregularnych rzędów guzków oraz para łączących się na przedzie listewek. Przed nasadowym przewężeniem przedplecza wyrastają dwie pary skierowanych ku tyłowi szczecinek, a na samym przewężeniu brak przepaski z białych włosków. Pokrywy mają obrys podługowato-owalny, barki zaokrąglone i pozbawione są wcisku za barkami. Barwa pokryw i spodu ciała jest zmienna. Aberracje najjaśniejsze mają całe pokrywy żółtobrunatne i spód ciała jasny. Aberracje ciemne mają spód odwłoka w różnym stopniu przyciemniony, a pokrywy czarnobrunatne z jasną plamą przyszwową u wierzchołka i zwykle rozjaśnionym szwem, czasem też rozjaśnioną nasadą. Odnóża są smukłe; tylna ich para ma przedostatni człon stóp walcowaty i na szczycie niewcięty.

## Ekologia i występowanie
Nizinny owad psammofilny, żyjący na drobnoziarnistym piasku na pobrzeżach wód, wydmach, piaskowniach i żwirowniach; spotykany też w popowodziowych napływkach. Imagines są aktywne głównie od kwietnia do lipca, pojedynczo do września. Dnie spędzają zagrzebane w piasku, na jego powierzchnię wychodząc wieczorami. Preferują otwarte rejony piasku, stroniąc od kępek traw. Bywa, że przylatują do światła.
Gatunek palearktyczny, rozsiedlony w Europie od jej części południowo-zachodniej, przez południową część Europy Środkowej po północne Bałkany. Stwierdzony został w Portugalii, Hiszpanii, Francji, Niemczech, Szwajcarii, Austrii, Włoszech, Polsce, Białorusi, Czechach, Słowacji, na Węgrzech, Ukrainie, w Bośni i Hercegowinie, Serbii, Czarnogórze, Albanii i Bułgarii, a niepewne doniesienie pochodzi z Rumunii.
W Polsce chrząszcz ten jest bardzo rzadki. Niemal wszystkie jego stwierdzenia pochodzą z XIX i XX wieku. Jego liczną populację obserwowano w latach 1997–2000 na pojedynczym stanowisku w okolicy Białkowa Kościelnego (Nizina Południowowielkopolska). Stanowisko to zostało zniszczone podczas budowy autostrady A2. W XXI wieku odnotowany został tylko na jednym stanowisku w okolicy górnośląskiej Grabówki. W 2012 roku wpisany został na Czerwoną listę chrząszczy województwa śląskiego z kategorią DD (niedostateczne dane).
W 2005 umieszczony został na „Czerwonej liście gatunków zagrożonych Republiki Czeskiej. Bezkręgowce” jako gatunek krytycznie zagrożony.